# Roger van Gindertael
Roger van Gindertael (né en 1899 en Belgique et mort en 1982), d'abord peintre, est ensuite à Paris un critique d'art important des années 1950 et 1960, soutenant dans ses articles et préfaces les peintres non figuratifs, dont il organise de nombreuses expositions.

## Biographie
À Bruxelles, Roger van Gindertael étudie les lettres et les beaux-arts, élève du peintre H. Richir à l'académie. Partageant dès 1924 sa vie entre la Belgique et la France, il peint notamment en Provence (La Gloriette verte, La Ciotat, 1926), illustre de lithographies Le Roi de la nuit de Pierre Broodcoorens (éditions Lumière, Anvers) et participe en 1928 au Salon de la Jeune Peinture belge (galerie Le Centaure à Bruxelles). Influencées par les expressionnistes flamands et Cézanne, ses peintures sont fortement charpentées dans une matière généreuse. Roger van Gindertael expose à Marseille en 1942 et se fixe définitivement à Paris en 1943. On lui doit des dessins de personnages (Jean Ballard, directeur des Cahiers du Sud). Son œuvre a été répertoriée lors du centenaire de sa naissance.
Cofondateur et rédacteur en chef de la revue Cimaise, Roger van Gindertael a publié de nombreux articles (souvent sous ses seules trois initiales, RVG) dans Combat, L'Œil, Les Beaux-Arts de Bruxelles, XXe siècle, Les Lettres françaises... Il a également organisé de nombreuses expositions, ou participé à leur organisation, à Paris (Galerie Craven, 1955 ; Galerie Arnaud, 1956 ; Galerie Raymonde Cazenave ; Salon d'art contemporain de Montrouge) et à l'étranger (École de Paris, Kunsthalle de Mannheim, 1958).

## Œuvres
- Staël, Paris, Collection Signe, Peintres et sculpteurs d'aujourd'hui, novembre 1950.
- L'art abstrait, nouvelle situation dans « Premier bilan de l'art actuel », Le Soleil noir, n° 3 et 4, Paris, 1953.
- Divergences, nouvelle situation, Galerie Arnaud, Paris, Juillet-Août-Septembre 1954.
- Propos sur la peinture actuelle, Paris, 1955.
- Alva, Paris, Collection Signe, Peintres et sculpteurs d'aujourd'hui, juillet 1955.
- Pierre Soulages, gouaches et gravures, Paris, Berggruen & Cie, octobre 1957.
- Permanence et actualité de la peinture, Paris, 1960.
- Hans Hartung, Paris, Éditions Pierre Tisné, 1960 (éditions en anglais et en allemand en 1961 et 1962).
- Jonas, Éditions Anthropos, 1969.
- Ensor, Londres, Studio Vista, 1975. Boston, New York Graphic Society Ltd, 1975.
- Modigliani et Montparnasse, Éditions Fabri, 1981.
- Simona Ertan, Éditions ICI Beaupréau, 2011 (texte de 1970).

On doit à Roger van Gindertael de très nombreux articles et préfaces (Chafik Abboud, Alva, Bouqueton, Bryen, Bury, Nicolas Carrega, Michel Carrade,  Fiorini, Hartung, Lipsi, Nallard, Juan Navarro Ramón, Moser, Penalba, Pougny, Greta Saur, Nicolas de Staël, Van Haardt, Gérard Vulliamy, Wendt).